# Olympische Sommerspiele 1988/Teilnehmer (Paraguay)
| Gelbes Symbol für Goldmedaillen mit stilisierten Olympischen Ringen | Graues Symbol für Silbermedaillen mit stilisierten Olympischen Ringen | Braundes Symbol für Bronzemedaillen mit stilisierten Olympischen Ringen |
| ------------------------------------------------------------------- | --------------------------------------------------------------------- | ----------------------------------------------------------------------- |
| —                                                                   | —                                                                     | —                                                                       |

Paraguay nahm an den Olympischen Sommerspielen 1988 in Seoul, Südkorea, mit einer Delegation von zehn Sportlern (allesamt Männer) teil.

## Teilnehmer nach Sportarten

### Boxen
- Sixto Vera
Fliegengewicht: 33. Platz

- Miguel González Gauto
Halbweltergewicht: 17. Platz

### Fechten
- Pedro Cornet
Florett, Einzel: 66. Platz

- Alfredo Bogarín
Degen, Einzel: 79. Platz

### Judo
- Vicente Céspedes
Halbleichtgewicht: 14. Platz

### Leichtathletik
- Porfirio Méndez
800 Meter: Vorläufe

- Ramón López
1500 Meter: Vorläufe
3000 Meter Hindernis: Halbfinale

- Ramón Jiménez-Gaona
Diskuswerfen: 24. Platz in der Qualifikation

### Tennis
- Víctor Caballero
Einzel: 33. Platz
Doppel: 17. Platz

- Hugo Chapacú
Einzel: 33. Platz
Doppel: 17. Platz